# Корчинский, Юрий Иванович
Юрий Иванович Корчинский (16 марта 1953, Львов — 20 апреля 2014, Красногорск) — украинско-российский скрипач.
Начал заниматься скрипкой в пятилетнем возрасте во Львове, окончил Львовскую консерваторию; среди наставников Корчинского был, в частности, Александр Вайсфельд. Затем совершенствовался в аспирантуре Московской консерватории, ученик Петра Бондаренко, Давида Ойстраха и Дмитрия Цыганова. В 1975 г. был удостоен первой премии на Международном конкурсе скрипачей имени Паганини в Генуе; выиграл также Конкурс скрипачей имени Вацлава Хумла в Загребе (1981).
В 1970-80-е гг. преподавал в Московской консерватории, выступал как ансамблевый исполнитель (в частности, в составе Моцарт-квартета и Трио имени Рахманинова), записал два диска на фирме «Мелодия». Выступал как солист с такими дирижёрами, как Степан Турчак, Кирилл Кондрашин, Неэме Ярви.
Руководил камерным оркестром Всесоюзного музыкального общества, подготовил с оркестром серию программ на Всесоюзном радио, посвящённых творчеству Антонио Вивальди. С коллективом как солисты выступали, в частности, Александр Князев, Михаил Безверхний, Сергей Стадлер.
В 1988 году творческое объединение «Экран» выпустило посвящённый Юрию Корчинскому фильм-концерт «Музыка моего города» (режиссёр Юрий Сааков).
С 1990 г. жил и работал в Германии. Возглавлял Дортмунд-квартет, преподавал в музыкальных академиях Германии, Италии, Бельгии, Франции, Хорватии. На своём сайте опубликовал ряд книг и статей по методике преподавания скрипки.
Был женат на пианистке Нине Коган, дочери Леонида Когана, выступал и записывался с ней в дуэте. Их дочь Виктория Коган — пианистка, лауреат международных конкурсов в Корее и Андорре.
Умер от инсульта. Похоронен на Пенягинском кладбище в Красногорске Московской области.